# Eppendorf (entreprise)
Pour les articles homonymes, voir Eppendorf.
Eppendorf est une société allemande fabriquant du matériel de laboratoire. Fondée en 1945 à l'hôpital universitaire de Hambourg-Eppendorf par les Dr. Heinrich Netheler et Hans Hinz, il s'agit du leader sur le marché mondial[réf. nécessaire].
Elle est à l'origine de la micropipette en 1961 et du microtube, dont le nom est passé dans le langage courant des scientifiques pour désigner n'importe quel microtube, contenant couramment utilisé en biochimie et en biologie moléculaire.